# Liste des titres musicaux numéro un au Royaume-Uni en 1974
Cette page liste les titres classés no 1 des ventes de disques au Royaume-Uni pour l'année 1974 selon The Official Charts Company.
Les classements hebdomadaires sont issus des UK Singles Chart et UK Albums Chart.

## Classement des singles
| №  | Date          | Artiste           | Titre                                     | Référence |
| -- | ------------- | ----------------- | ----------------------------------------- | --------- |
| 1  | 6 janvier     | Slade             | Merry Xmas Everybody                      |           |
| 2  | 13 janvier    | The New Seekers   | You Won't Find Another Fool Like Me       |           |
| 3  | 20 janvier    | Mud               | Tiger Feet (en)                           |           |
| 4  | 27 janvier    | Mud               | Tiger Feet (en)                           |           |
| 5  | 3 février     | Mud               | Tiger Feet (en)                           |           |
| 6  | 10 février    | Mud               | Tiger Feet (en)                           |           |
| 7  | 17 février    | Suzi Quatro       | Devil Gate Drive                          |           |
| 8  | 24 février    | Suzi Quatro       | Devil Gate Drive                          |           |
| 9  | 3 mars        | Alvin Stardust    | Jealous Mind                              |           |
| 10 | 10 mars       | Paper Lace (en)   | Billy Don't Be a Hero                     |           |
| 11 | 17 mars       | Paper Lace (en)   | Billy Don't Be a Hero                     |           |
| 12 | 24 mars       | Paper Lace (en)   | Billy Don't Be a Hero                     |           |
| 13 | 31 mars       | Terry Jacks       | Seasons in the Sun                        |           |
| 14 | 7 avril       | Terry Jacks       | Seasons in the Sun                        |           |
| 15 | 14 avril      | Terry Jacks       | Seasons in the Sun                        |           |
| 16 | 21 avril      | Terry Jacks       | Seasons in the Sun                        |           |
| 17 | 28 avril      | ABBA              | Waterloo                                  |           |
| 18 | 5 mai         | ABBA              | Waterloo                                  |           |
| 19 | 12 mai        | The Rubettes      | Sugar Baby Love                           |           |
| 20 | 19 mai        | The Rubettes      | Sugar Baby Love                           |           |
| 21 | 26 mai        | The Rubettes      | Sugar Baby Love                           |           |
| 22 | 2 juin        | The Rubettes      | Sugar Baby Love                           |           |
| 23 | 9 juin        | Ray Stevens       | The Streak                                |           |
| 24 | 16 juin       | Gary Glitter      | Always Yours                              |           |
| 25 | 23 juin       | Charles Aznavour  | She                                       |           |
| 26 | 30 juin       | Charles Aznavour  | She                                       |           |
| 27 | 7 juillet     | Charles Aznavour  | She                                       |           |
| 28 | 14 juillet    | Charles Aznavour  | She                                       |           |
| 29 | 21 juillet    | George McCrae     | Rock Your Baby                            |           |
| 30 | 28 juillet    | George McCrae     | Rock Your Baby                            |           |
| 31 | 4 août        | George McCrae     | Rock Your Baby                            |           |
| 32 | 11 août       | The Three Degrees | When Will I See You Again                 |           |
| 33 | 18 août       | The Three Degrees | When Will I See You Again                 |           |
| 34 | 25 août       | The Osmonds       | Love Me for a Reason                      |           |
| 35 | 1er septembre | The Osmonds       | Love Me for a Reason                      |           |
| 36 | 8 septembre   | The Osmonds       | Love Me for a Reason                      |           |
| 37 | 15 septembre  | Carl Douglas      | Kung Fu Fighting                          |           |
| 38 | 22 septembre  | Carl Douglas      | Kung Fu Fighting                          |           |
| 39 | 29 septembre  | Carl Douglas      | Kung Fu Fighting                          |           |
| 40 | 6 octobre     | John Denver       | Annie's Song                              |           |
| 41 | 13 octobre    | Sweet Sensation   | Sad Sweet Dreamer                         |           |
| 42 | 20 octobre    | Ken Boothe        | Everything I Own                          |           |
| 43 | 27 octobre    | Ken Boothe        | Everything I Own                          |           |
| 44 | 3 novembre    | Ken Boothe        | Everything I Own                          |           |
| 45 | 10 novembre   | David Essex       | Gonna Make You a Star                     |           |
| 46 | 17 novembre   | David Essex       | Gonna Make You a Star                     |           |
| 47 | 24 novembre   | David Essex       | Gonna Make You a Star                     |           |
| 48 | 1er décembre  | Barry White       | You're the First, the Last, My Everything |           |
| 49 | 8 décembre    | Barry White       | You're the First, the Last, My Everything |           |
| 50 | 15 décembre   | Mud               | Lonely This Christmas                     |           |
| 51 | 22 décembre   | Mud               | Lonely This Christmas                     |           |
| 52 | 29 décembre   | Mud               | Lonely This Christmas                     |           |

## Classement des albums
| №  | Date          | Artiste                | Titre                              | Référence |
| -- | ------------- | ---------------------- | ---------------------------------- | --------- |
| 1  | 6 janvier     | Yes                    | Tales from Topographic Oceans      |           |
| 2  | 13 janvier    | Slade                  | Sladest                            |           |
| 3  | 20 janvier    | Perry Como             | And I Love You So                  |           |
| 4  | 27 janvier    | The Carpenters         | The Singles: 1969-1973             |           |
| 5  | 3 février     | The Carpenters         | The Singles: 1969-1973             |           |
| 6  | 10 février    | The Carpenters         | The Singles: 1969-1973             |           |
| 7  | 17 février    | The Carpenters         | The Singles: 1969-1973             |           |
| 8  | 24 février    | Slade                  | Old New Borrowed and Blue          |           |
| 9  | 3 mars        | The Carpenters         | The Singles: 1969-1973             |           |
| 10 | 10 mars       | The Carpenters         | The Singles: 1969-1973             |           |
| 11 | 17 mars       | The Carpenters         | The Singles: 1969-1973             |           |
| 12 | 24 mars       | The Carpenters         | The Singles: 1969-1973             |           |
| 13 | 31 mars       | The Carpenters         | The Singles: 1969-1973             |           |
| 14 | 7 avril       | The Carpenters         | The Singles: 1969-1973             |           |
| 15 | 14 avril      | The Carpenters         | The Singles: 1969-1973             |           |
| 16 | 21 avril      | The Carpenters         | The Singles: 1969-1973             |           |
| 17 | 28 avril      | The Carpenters         | The Singles: 1969-1973             |           |
| 18 | 5 mai         | The Carpenters         | The Singles: 1969-1973             |           |
| 19 | 12 mai        | The Carpenters         | The Singles: 1969-1973             |           |
| 20 | 19 mai        | Rick Wakeman           | Journey to the Centre of the Earth |           |
| 21 | 26 mai        | The Carpenters         | The Singles: 1969-1973             |           |
| 22 | 2 juin        | David Bowie            | Diamond Dogs                       |           |
| 23 | 9 juin        | David Bowie            | Diamond Dogs                       |           |
| 24 | 16 juin       | David Bowie            | Diamond Dogs                       |           |
| 25 | 23 juin       | David Bowie            | Diamond Dogs                       |           |
| 26 | 30 juin       | The Carpenters         | The Singles: 1969-1973             |           |
| 27 | 7 juillet     | Elton John             | Caribou                            |           |
| 28 | 14 juillet    | Elton John             | Caribou                            |           |
| 29 | 21 juillet    | Paul McCartney & Wings | Band on the Run                    |           |
| 30 | 28 juillet    | Paul McCartney & Wings | Band on the Run                    |           |
| 31 | 4 août        | Paul McCartney & Wings | Band on the Run                    |           |
| 32 | 11 août       | Paul McCartney & Wings | Band on the Run                    |           |
| 33 | 18 août       | Paul McCartney & Wings | Band on the Run                    |           |
| 34 | 25 août       | Paul McCartney & Wings | Band on the Run                    |           |
| 35 | 1er septembre | Paul McCartney & Wings | Band on the Run                    |           |
| 36 | 8 septembre   | Mike Oldfield          | Hergest Ridge                      |           |
| 37 | 15 septembre  | Mike Oldfield          | Hergest Ridge                      |           |
| 38 | 22 septembre  | Mike Oldfield          | Hergest Ridge                      |           |
| 39 | 29 septembre  | Mike Oldfield          | Tubular Bells                      |           |
| 40 | 6 octobre     | Bay City Rollers       | Rollin'                            |           |
| 41 | 13 octobre    | Rod Stewart            | Smiler                             |           |
| 42 | 20 octobre    | Bay City Rollers       | Rollin'                            |           |
| 43 | 27 octobre    | Rod Stewart            | Smiler                             |           |
| 44 | 3 novembre    | Bay City Rollers       | Rollin'                            |           |
| 45 | 10 novembre   | Bay City Rollers       | Rollin'                            |           |
| 46 | 17 novembre   | Elton John             | Elton John's Greatest Hits         |           |
| 47 | 24 novembre   | Elton John             | Elton John's Greatest Hits         |           |
| 48 | 1er décembre  | Elton John             | Elton John's Greatest Hits         |           |
| 49 | 8 décembre    | Elton John             | Elton John's Greatest Hits         |           |
| 50 | 15 décembre   | Elton John             | Elton John's Greatest Hits         |           |
| 51 | 22 décembre   | Elton John             | Elton John's Greatest Hits         |           |
| 52 | 29 décembre   | Elton John             | Elton John's Greatest Hits         |           |

## Meilleures ventes de l'année
| Singles | Albums |
| --- | --- |
| 1. Mud – Tiger Feet 2. Terry Jacks - Seasons in the Sun 3. Paper Lace – Billy Don't Be a Hero 4. The Three Degrees - When Will I See You Again 5. George McCrae - Rock Your Baby 6. David Essex - Gonna Make You a Star 7. Carl Douglas - Kung Fu Fighting 8. Charles Aznavour - She 9. The Rubettes - Sugar Baby Love 10. Ken Boothe - Everything I Own | 1. The Carpenters – The Singles: 1969-1973 2. Paul McCartney & Wings - Band on the Run 3. Mike Oldfield - Tubular Bells 4. Elvis Presley - Elvis' 40 Greatest Hits 5. Pink Floyd - The Dark Side of the Moon 6. Elton John - Goodbye Yellow Brick Road 7. Bay City Rollers - Rollin' 8. Perry Como - And I Love You So 9. Simon and Garfunkel - Simon and Garfunkel's Greatest Hits 10. Slade - Old New Borrowed and Blue |